# دهه ۲۸۰ (پیش از میلاد)
دهه ۲۸۰ (پیش از میلاد) ۲۸مین دهه قبل از مبدا شروع تقویم میلادی است.